# Lewes (distretto)
Lewes è un distretto dell'East Sussex, Inghilterra, Regno Unito, con sede nella città omonima.
Il distretto fu creato con il Local Government Act 1972, il 1º aprile 1974 dalla fusione del borough di Lewes coi distretti urbani di Newhaven e Seaford e col distretto rurale di Chailey.

## Parrocchie civili
- Barcombe
- Beddingham
- Chailey
- Ditchling
- East Chiltington
- Falmer
- Firle
- Glynde
- Hamsey
- Iford
- Kingston near Lewes
- Lewes
- Newhaven
- Newick
- Peacehaven
- Piddinghoe
- Plumpton
- Ringmer
- Rodmell
- Seaford
- South Heighton
- Southease
- St Ann Without
- St John Without
- Streat
- Tarring Neville
- Telscombe
- Westmeston
- Wivelsfield